# Calonectria citri
Calonectria citri är en svampart som först beskrevs av H.S. Fawc. & Klotz, och fick sitt nu gällande namn av L. Lombard, M.J. Wingf. & Crous 20 10. Calonectria citri ingår i släktet Calonectria och familjen Nectriaceae.   Inga underarter finns listade i Catalogue of Life.